# Таса
Таса je грчко женско име, изведено од имена Анастасија (Anastasia) и има значење „васкрснуће“. У Србији је ово име изведено од имена Атанасије и у том случају има значење „бесмртан“.